# Irina Fetisova
Irina Andreevna Fetisova (in russo Ирина Андреевна Фетисова?; Valladolid, 7 settembre 1994) è una pallavolista russa, centrale del Fenerbahçe.

## Biografia
Figlia del cestista Andrej Fetisov, nasce a Valladolid, in Spagna, durante il periodo in cui il padre militava nel Valladolid. 

## Carriera

### Club
Inizia a giocare a pallavolo unendosi nel 2009 al Leningradka 2, squadra di San Pietroburgo, città nella quale cresce; nel 2011 si trasferisce nelle giovanili dello Zareč'e Odincovo, entrando in seguito a far parte della prima squadra, con cui si aggiudica la Challenge Cup 2013-14.
Nella stagione 2015-16 viene ingaggiata dalla Dinamo Mosca con cui si aggiudica cinque scudetti, due edizioni della coppa nazionale e altrettante Supercoppe russe. Nel campionato 2023-24 si trasferisce per la prima volta all'estero, approdando in Turchia per disputare la Sultanlar Ligi con il Fenerbahçe, con cui vince la coppa nazionale e lo scudetto.

### Nazionale
Con le nazionali giovanili russe partecipa al campionato europeo under 19 2012 e al campionato mondiale under 20 2013, dove riceve il riconoscimento come miglior centrale della competizione. 
Nel 2014 colleziona le sue prime presenze con la nazionale maggiore partecipando al Montreux Volley Masters e al World Grand Prix, vincendo in entrambe le competizioni la medaglia di bronzo, mentre nel 2015 si aggiudica la medaglia d'oro al campionato europeo.

## Palmarès

### Club
- Campionato russo: 5

2015-16, 2016-17, 2017-18, 2018-19, 2022-23
- Campionato turco: 1

2023-24
- Coppa di Russia: 2

2018, 2022
- Coppa di Turchia: 1

2023-24
- Supercoppa russa: 2

2017, 2018
- Challenge Cup: 1

2013-14

### Nazionale (competizioni minori)
- Montreux Volley Masters 2014
- Montreux Volley Masters 2018

### Premi individuali
- 2013 - Campionato mondiale under 20: Miglior centrale
- 2014 - World Grand Prix: Miglior centrale